# A7V/U Sturmpanzerwagen
A7V/U Sturmpanzerwagen е немски танк от Първата световна война, разработен от Йозеф Фолмер, инженер в Транспортния отдел на Главния военен департамент на Немската армия.

## История
Танкът A7V/U Sturmpanzerwagen е раработен в средата на 1918 г. на базата на трактора „Холт“ (Holt), като в значителна степен е използван опита при конструирането на модела A7V Sturmpanzerwagen, на който е продължение.
Създаването на новата машина е обусловено от недоброто представяне на A7V/ Sturmpanzerwagen в сраженията при Сейнт Кентин на 21 март 1918 и Вилер Бретоно – Саши на 21 април същата година.
За повишаване точността на огъня и намаляване на екипажа оръдията са разположени в две оръдейни кули на двата борда на машината. Подобрена е ходовата част, като изцяло е променено окачването на веригите. Всъщност немските конструктори копират изцяло ходовата част на английските танкове от този период.
Като цяло танкът A7V Sturmpanzerwagen е копие на английския танк Mark IV „Hermaphrodite“, но с увеличени размери.
Немското военно министерство поръчва 20 танка на компанията „Даймлер“. Изготвен е само един прототип, който малко по-късно е предаден за скрап.

## Модификации
- A7V/U2 Sturmpanzerwagen – модификация на A7V/U с оръдейни куполи с намалени размери. Картечното въоръжение е разположено в горната купола на танка. Не е пускан в производство.
- A7V/U3 Sturmpanzerwagen – модификация на A7V/U само с картечно въоръжение. Не е пускан в производство.